# Dreamin’ My Dreams
| Оценки критиков | Оценки критиков |
| Источник        | Оценка          |
| --------------- | --------------- |
| AllMusic        | [ 1 ]           |
| Uncut           | [ 2 ]           |

Dreamin' My Dreams — шестой студийный альбом британской певицы Марианны Фейтфулл, выпущенный в 1976 году на NEMS Records и единственный её релиз в стиле кантри. В 1978 году альбом был переиздан под названием Faithless. Главные различия между двумя релизами: главная обложка, Faithless включал ещё четыре трека, а многие были переставлены. Музыкантами обеих версий альбома являются The Grease Band. Это был первый альбом Фейтфулл за почти что десять лет.
В 1976 году сингл «Dreamin' My Dreams» возглавил чарты Ирландии, а годом ранее Уэйлон Дженнингс и Кристал Гейл сделали свою версию этой песни. Позднее её записывали Патти Лавлесс, Элисон Краусс, Cowboy Junkies, Марк Чеснатт и в частности Эммилу Харрис с Родни Кроуэллом.
Альбом также отличается заметным изменением певческого голоса Фейтфулл. В результате многолетнего курения, пьянства и употребления наркотиков её когда-то мелодичный вокал образца ранней карьеры стал глубоким, хриплым голосом, который позже нашёл удачное применение на более поздних записях, включая её широко известный камбэк-альбом Broken English, выпущенный три года спустя.

## Список композиций

### Dreamin' My Dreams
1. «Dreamin' My Dreams[англ.]» (Аллен Рейнольдс[англ.])
2. «Fairy Tale Hero» (Джон Ростилл[англ.])
3. «This Time[англ.]» (Уэйлон Дженнингс)
4. «I'm Not Lisa[англ.]» (Джесси Колтер)
5. «The Way You Want Me to Be» (Дэвид Прайс, Томас Келли)
6. «Wrong Road Again[англ.]» (Аллен Рейнольдс)
7. «All I Wanna Do in Life» (Аллен Рейнольдс, Сэнди Мейсон Теорет)
8. «I’m Looking for Blue Eyes[англ.]» (Мириам Эдди)
9. «Somebody Loves You[англ.]» (Аллен Рейнольдс)
10. «Vanilla O’Lay» (Джеки Дешаннон[англ.])
11. «Lady Madelaine» (Марианна Фейтфулл, Билл Лендис, Билл Шеферд)
12. «Sweet Little Sixteen» (Чак Берри)

### Faithless(ПереизданиеDreamin' My Dreams)
1. «Dreamin' My Dreams[англ.]» (Аллен Рейнольдс[англ.])
2. «Vanilla O’Lay» (Джеки Дешаннон[англ.])
3. «Wait for Me Down by the River» (Боб Джонсон)
4. «I'll Be Your Baby Tonight[англ.]» (Боб Дилан)
5. «Lady Madelaine» (Марианна Фейтфулл, Билл Лендис, Билл Шеферд)
6. «Somebody Loves You[англ.]» (Аллен Рейнольдс)(бонус-трек на CD)
7. «All I Wanna Do in Life» (Аллен Рейнольдс, Сэнди Мейсон Теорет)
8. «The Way You Want Me to Be» (Дэвид Прайс, Томас Келли)
9. «Wrong Road Again[англ.]» (Аллен Рейнольдс)
10. «That Was the Day (Nashville)» (Мариаана Фейтфулл) (Записано исключительно для этого издания)
11. «This Time[англ.]» (Уэйлон Дженнингс)
12. «I'm Not Lisa[англ.]» (Джесси Колтер)
13. «Fairy Tale Hero» (Джон Ростилл[англ.])
14. «Honky Tonk Angels[англ.]» (Джей Ди Миллер[англ.]) (Записано исключительно для этого издания)
15. «I’m Looking for Blue Eyes[англ.]» (Мириам Эдди) (бонус-трек на CD)
16. «Sweet Little Sixteen» (Чак Берри) (бонус-трек на CD)

Примечания
- В виниловом издании пропущены «Somebody Loves You», «I’m Looking For Blue Eyes» и «Sweet Little Sixteen».
- В 2007 году Faithless был переиздан под названием No Regrets.

## Персонал
Производство
- Билл Лендис — «Dreamin' My Dreams» и «Lady Madelaine»
- Боб Поттер — «Wait for Me Down by the River», «I’ll Be Your Baby Tonight», «That Was The Day (Nashville)» и «Honky Tonk Angels»
- Дерек Уодсворт[англ.] — «Vanilla O’Lay», «The Way You Want Me to Be», «Wrong Road Again» и «This Time»
- Джон Уорт — «Somebody Loves You», «All I Wanna Do in Life», «I’m Not Lisa» и «Fairy Tale Hero»